# Télémaque et Calypso
 (octobre 2023).
Si vous disposez d'ouvrages ou d'articles de référence ou si vous connaissez des sites web de qualité traitant du thème abordé ici, merci de compléter l'article en donnant les références utiles à sa vérifiabilité et en les liant à la section « Notes et références ».
 (octobre 2023).
La mise en forme du texte ne suit pas les recommandations de Wikipédia : il faut le « wikifier ».
Les points d'amélioration suivants sont les cas les plus fréquents :
- Les titres sont pré-formatés par le logiciel. Ils ne sont ni en capitales, ni en gras.
- Le texte ne doit pas être écrit en capitales (les noms de famille non plus), ni en gras, ni en italique, ni en « petit »…
- Le gras n'est utilisé que pour surligner le titre de l'article dans l'introduction, une seule fois.
- L'italique est rarement utilisé : mots en langue étrangère, titres d'œuvres, noms de bateaux, etc.
- Les citations ne sont pas en italique mais en corps de texte normal. Elles sont entourées par des guillemets français : « et ».
- Les listes à puces sont à éviter, des paragraphes rédigés étant largement préférés. Les tableaux sont à réserver à la présentation de données structurées (résultats, etc.).
- Les appels de note de bas de page (petits chiffres en exposant, introduits par l'outil «  Source ») sont à placer entre la fin de phrase et le point final[comme ça].
- Les liens internes (vers d'autres articles de Wikipédia) sont à choisir avec parcimonie. Créez des liens vers des articles approfondissant le sujet. Les termes génériques sans rapport avec le sujet sont à éviter, ainsi que les répétitions de liens vers un même terme.
- Les liens externes sont à placer uniquement dans une section « Liens externes », à la fin de l'article. Ces liens sont à choisir avec parcimonie suivant les règles définies. Si un lien sert de source à l'article, son insertion dans le texte est à faire par les notes de bas de page.
- La présentation des références doit suivre les conventions bibliographiques. Il est recommandé d'utiliser les modèles {{Ouvrage}}, {{Chapitre}}, {{Article}}, {{Lien web}} et/ou {{Bibliographie}}. Le mode d'édition visuel peut mettre en forme automatiquement les références.
- Insérer une infobox (cadre d'informations à droite) n'est pas obligatoire pour parachever la mise en page.

Pour une aide détaillée, merci de consulter Aide:Wikification.
Si vous pensez que ces points ont été résolus, vous pouvez retirer ce bandeau et améliorer la mise en forme d'un autre article.

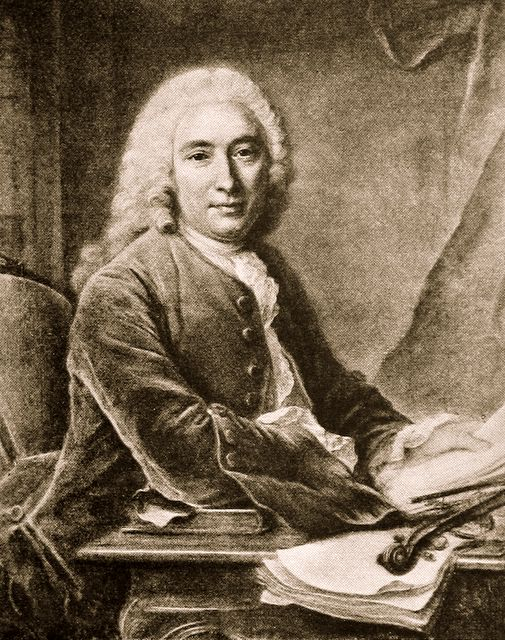
André Cardinal Destouches

Télémaque et Calypso est une tragédie lyrique en cinq actes et un prologue d'André Cardinal Destouches, sur un livret de Simon-Joseph Pellegrin. Créée en 1714 à l’Académie royale de musique, l'œuvre a été recréée en septembre 2023 par l'ensemble Les Ombres, dans le cadre du Festival d'Ambronay. 
Le succès de cet opéra a été tel qu'il a suscité l'apparition d'autres versions, et notamment le Telemaco d'Alessandro Scarlatti.

## Argument
Télémaque, parti à la recherche de son père Ulysse, est jeté par une tempête envoyée par Neptune dans l’île de Calypso. La déesse, inconsolable du départ d’Ulysse, conçoit bientôt pour le fils une violente passion : Télémaque, amoureux de la bergère Eucharis, résiste. Minerve veut que Télémaque épouse Antiope, et non Eucharis. Quant à Adraste, jaloux, il veut tuer le jeune homme afin de punir Calypso. C'est finalement Adraste qui est tué, puis Eucharis révèle qu'elle est en réalité Antiope : Calypso laisse les amants partir vers Ithaque.

## Résumé
Au prologue, Minerve et Apollon célèbrent le Roi « vainqueur qui calme la terre ». Apollon obtient que l’Amour se joigne aux réjouissances. On danse.
- Acte I

L’île d’Ogygie sur laquelle règne Calypso est ravagée par une tempête déclenchée par Neptune qui exige que Calypso verse le sang d'Ulysse. Mais Calypso, qui aime Ulysse, vient de le laisser quitter l'île. Adraste devait épouser Calypso, mais la tempête continue de menacer. Calypso s'adresse aux démons qui lui répondent que Neptune exige un sacrifice.
- Acte II

Dans le temple de Neptune, l'autel du sacrifice attend donc une victime. Télémaque, qui vient d'être précipité sur l'île par la tempête, se mêle à la cérémonie : il veut apaiser Neptune afin qu'Ulysse échappe à la colère des flots. Idas lui annonce que Minerve le protège, mais comptequ'il épousera Antiope alors qu'il aime Eucharis, prisonnière de Calypso. 
Eucharis lui annonce qu'un sacrifice pourra apaiser la colère de Neptune : Télémaque va pouvoir partir - ce qu'il ne veut plus faire depuis qu'il aime Eucharis. Il lui révèle qu'il est le fils d'Ulysse. Eucharis le presse de fuir pour échapper à Neptune, mais le garçon accepte d'être immolé. Eucharis lui avoue qu'elle l'aime. 
La cérémonie commence. Télémaque se désigne comme victime. En le voyant, Calypso tombe amoureuse, et exige qu'il soit épargné. 
- Acte III

Un torrent dans un désert. Adraste, décidé à tuer Télémaque en qui il voit un rival, brave Calypso. Eucharis annonce que Télémaque a réussi à apaiser Neptune en s'offrant en sacrifice. 
Télémaque souhaite partir, mais Calypso le retient. Le décor se transforme en un palais enchanté. Calypso, à qui l'enfer obéit, convoque les démons et les transforme en Nymphes, en Jeux, et en Plaisirs. Télémaque est bien enchanté, mais Calypso comprend qu'il n'en est pas moins amoureux, et croit que c'est d'elle-même.
- Acte IV

Dans le Temple de l'Amour. Eucharis se lamente, chargée d'annoncer à Télémaque que Calypso l'aime. Télémaque paraît, croyant qu'Eucharis va lui annoncer que Calypso consent à leur amour. Même dessillé, Télémaque ne veut aimer qu'Eucharis, pourtant celle-ci le pousse vers Calypso : s'il refusait son amour, la déesse le ferait périr. 
Calypso se rend compte que Télémaque la fuit : elle comprend qu'elle a une rivale. Eucharis s'efforce de la calmer. Calypso décide de consulter la grande prêtresse de l'Amour. Après un divertissement de bergers et bergères, celle-ci consulte l'oracle, qui annonce que « Minerve a disposé du sort de Télémaque : Antiope avec lui doit régner sur Ithaque. » 
Pendant ce temps, Télémaque affronte Adraste, et le frappe. Calypso arrive à temps pour apprendre d'Adraste que Télémaque aime Eucharis. Adraste, vengé de Calypso, succombe. 
- Acte V

Le port d'Ogygie. Calypso veut chasser Télémaque, mais pas avant de l'avoir obligé à épouser Antiope. Elle est décidée à tuer Eucharis. Celle-ci accepte son sort ; Télémaque veut mourir aussi plutôt que d'épouser Antiope. 
Eucharis révèle alors qu'elle est Antiope. Ils sont heureux, mais ils sont en danger. Idas annonce alors l'arrivée sur l'île des guerriers de Télémaque. Ils sont sauvés ! Danses. Ils veulent maintenant quitter l'île, mais Calypso les menace. Minerve paraît, révèle à Calypso qu'Eucharis est Antiope, et qu'elle va veiller à ce que les deux amants arrivent bien à Ithaque. Pour finir, la mer engloutit l’île de Calypso.

## Sources
- « Telemaque et Calypso , tragedie en musique par Monsieur Destouches, inspecteur general de l'Academie royale de musique ; représentée pour la premiere… », sur Gallica, 1714 (consulté le 31 décembre 2023)

1. ↑  « Télémaque & Calypso d’André Destouches au Festival d’Ambronay » sur France Musique, 21 octobre 2023.